# Crossair-Flug 3597
Der Crossair-Flug 3597 (CRX 3597) war ein planmässiger Passagierflug von Berlin-Tegel nach Zürich. Das eingesetzte Flugzeug des Typs Avro RJ100 stürzte am 24. November 2001 etwa fünf Kilometer vor dem Erreichen der Landebahn 28 in der Nähe von Bassersdorf, Kanton Zürich, ab, nachdem es im Landeanflug Bäume berührt hatte. Als Hauptursache des Unfalls gilt laut dem schweizerischen Büro für Flugunfalluntersuchungen (BFU) das Unterschreiten der Mindestsinkflughöhe. Von den 33 Insassen starben 24, darunter der Kapitän, der Kopilot, die Sängerin Melanie Thornton und zwei der drei Sängerinnen der Popgruppe Passion Fruit.

## Fluggerät
Das Flugzeug, eine Avro RJ100 mit dem Luftfahrzeugkennzeichen HB-IXM und der Produktionsnummer E.3291, führte seinen Jungfernflug am 16. August 1996 durch und wurde ab dem 22. August 1996 von Crossair genutzt. Das Flugzeug hatte während 11'518 Flügen 13'194 Flugstunden absolviert. Die Maschine hatte am Tag des Fluges CRX 3597 mit 28 Passagieren eine relativ niedrige Auslastung.

## Besatzung
Beim Flug CRX 3597 waren insgesamt zwei Piloten (Kommandant und Kopilot) und drei Flugbegleiter an Bord. Der Kopilot hatte vor dem Flug ausreichende Ruhezeiten. Der Kommandant Hans Lutz war Schweizer Staatsbürger (Jahrgang 1944) und bei diesem Flug als fliegender Pilot (PF) eingeteilt. Die fliegerische und schulische Laufbahn des Kommandanten zeigte insgesamt erhebliche Defizite. Er absolvierte die Bezirksschule (vorbereitende Schule zum Gymnasium im Kanton Aargau) nicht zu Ende und begann eine Ausbildung zum Schlosser. Mit 17 Jahren bestand er die Aufnahmeprüfung für die Fliegerische Vorschulung der Schweizer Luftwaffe nicht. Weitere Zulassungsanträge wurden wegen mangelnder schulischer Leistungen abgelehnt, er machte dann während seiner Berufsausbildung und -tätigkeit eine private Ausbildung zum Segelfluglehrer und als privater Pilot für einmotorige Maschinen. 1967 erwarb er die Berufspilotenlizenz. Danach wurde er auch Flugausbilder und Kunstflieger. Seine Ausbildung im Instrumentenflug begann 1966, die Zulassung konnte erst 1969 erteilt werden, weil praktische und theoretische Prüfungen mehrfach nicht bestanden wurden. Experten bemängelten ungenügende Übersicht und falschen Gebrauch der Navigationsanlagen. Die Prüfungsnote war average (durchschnittlich). Seine weitere Tätigkeit war Bedarfsfliegerei auf Cessnas und Fluglehrer vor allem auch für Instrumentenflug. «Die periodischen Kontrollen im Instrumentenflug zwischen 1969 und 1979 wurden im Allgemeinen mit der  Note average bestanden.» Experten bemängelten gelegentlich, dass Checklisten nicht konsequent angewendet, Verfahren nicht eingehalten und die Navigationsgeräte nicht zweckmässig eingesetzt wurden. Diese Feststellungen betrafen auch die Arbeit als Fluglehrer.
Am 28. Januar 1979 bewarb sich der Kapitän bei der Crossair als Pilot. Er wurde dort auf die Fairchild Metroliner und dann auf die Saab 340 umgeschult, beides Propellermaschinen. Ab Juni 1979 war er erst nebenamtlicher und dann hauptamtlicher Pilot bei der Crossair bis 31. Mai 1982. Bei der Crossair hatte er bei Ende seines Vertrages einen hervorragenden Ruf und war stellvertretender Chefpilot. Danach hatte er vom 1. Juni 1982 bis 31. Mai 1991 Freelance-Verträge mit der Crossair, arbeitete aber auch für andere Unternehmen. So war er ab Herbst 1982 als Fluglehrer an der Flugschule Horizon Swiss Flight Academy tätig. 1983/1984 sollte er auf die Düsenmaschine McDonnell Douglas MD-80 umgeschult werden – es ist nicht klar, ob bei der Crossair oder einer anderen Fluggesellschaft. Diese Umschulung bestand er trotz mehrfacher Nachschulungen nicht, es wurden Lücken in der Übersicht und Koordination festgestellt. Danach wurde er wieder auf die Saab 340 zurückgeschult. Ab 1991 bis 1993 hatte er einen Teilzeitvertrag bei der Crossair, ab 1994 war er hauptamtlich bei der Crossair. Dabei übte er nebenberuflich immer noch seinen Job als Fluglehrer bei Horizon aus.
Bei der Crossair wurde er 1991 anfangs wieder auf der Propellermaschine Saab 340 eingesetzt, bis er 1996 noch einmal auf die Düsenmaschine McDonnell Douglas MD-80 umgeschult werden sollte. Wiederum hatte er Mühe, die geforderten Leistungen zu erbringen. Er hatte grosse Probleme mit dem Digital Flight Guidance System (DFGS) der MD-80. Trotz diverser Zusatzübungen und Extratrainings wurde die Prüfung nicht bestanden. Die Unzulänglichkeiten betrafen unter anderem die manuelle Steuerung des Flugzeuges, eine mangelhafte Systematik in Bezug auf den Einsatz des Flugführungssystems, und es wurde eine eingeschränkte Fähigkeit zur Analyse und zur zeitgerechten Entscheidungsfindung festgestellt. Am 6. Mai 2001 begann der Kommandant mit der Umschulung auf die Avro RJ85. Er absolvierte diese Umschulung erfolgreich, es waren keinerlei Fehler zu bemängeln.
Während seiner Dienstzeit hatte es schon früher gefährliche Vorkommnisse gegeben:
1. 21. Februar 1990: Bei seiner Tätigkeit als Instruktor auf einer Saab 340 fuhr er das Fahrwerk ein, während die Maschine am Boden stand, so dass das Flugzeug auf den Boden stürzte. Er hatte einem Trainee demonstrieren wollen, dass das Fahrwerk am Boden nicht einfahren würde, wobei er sich aber irrte. Das Flugzeug HB-AHA erlitt dabei einen Totalschaden.[bfu 3]
2. 25. Juni 1991: Abbruch eines Routechecks[1] wegen eines Fehlers als Kommandant, der zu einer Gefahrensituation führte. Ein Experte beurteilte die Übersicht des Kommandanten als ungenügend.
3. Ende 1991: Der Pilot wurde von seiner Tätigkeit als Trainingscaptain entbunden, weil seine Leistungen ungenügend waren.
4. Dezember 1995: Beinahe missglückter Landeanflug in Lugano. Der Vorfall wurde erst nach dem Unfall von Bassersdorf bekannt.
5. 21. März 1999: Navigationsfehler während eines privaten Rundflugs mit einer Saab 340. Dabei steuerte er als Kommandant bei gutem Wetter statt Sion die Landebahn in Aosta an – 50 km südlich, jenseits des Alpenhauptkammes. Interventionen des Kopiloten aufgrund seiner Navigation wurden missachtet. Als die Flugzeuginsassen beim Landeanflug an den Ortsschildern an einer Strasse erkannten, dass sie in Italien waren, startete der Kommandant den Flieger durch und flog über den Grossen St. Bernhard ins Rhonetal, wo die Landung in Sion erfolgte. Die betroffene Fluggesellschaft erfuhr erst nach dem Unfall von Bassersdorf davon.

Kollegen sagten aus, dass das Team- und Führungsverhalten des Kapitäns nicht immer korrekt gewesen sei. Er soll die Kopiloten öfter nicht konsequent in die Bedienungs- und Entscheidungsverfahren integriert haben. Insgesamt hatte er eine Flugerfahrung von 19'555 Stunden.
Der bei diesem Flug als nichtfliegender Pilot eingeteilte Kopilot Stephan Löhrer war ebenfalls Schweizer Staatsbürger (Jahrgang 1976). Er begann im Januar 1999 an der Horizon Swiss Flight Academy mit der Ausbildung zum Verkehrspiloten. Am 9. Juli 2000 bewarb er sich bei Crossair als Kopilot. Am 8. Januar 2001 wurde er auf die Avro RJ85 umgeschult. Die Umschulung absolvierte er erfolgreich mit ausschliesslich positiven Bemerkungen. Seine Kollegen äusserten sich nach dem Unfall positiv über den Dienst des Kopiloten. Der Kopilot hatte eine Flugerfahrung von rund 490 Stunden gesammelt.
Die drei schweizerischen Flugbegleiterinnen waren alle durch Crossair über das Verfahren bei Notfällen geschult.

## Passagiere
An Bord der Maschine waren 28 Passagiere, von denen 21 beim Unfall ums Leben kamen, darunter zehn Deutsche, je einer aus Kanada, den USA, Ghana, Schweden, Spanien und den Niederlanden, zwei Schweizer und drei Israelis. Unter den Toten befanden sich zwei der drei Sängerinnen der Popgruppe Passion Fruit, die zu einem Auftritt in Lipperswil im Kanton Thurgau unterwegs waren. Nur Deborah St. Maarten überlebte schwer verletzt. Unter den Israelis war laut Crossair der damalige Vizebürgermeister von Jerusalem. Die Popsängerin Melanie Thornton starb ebenfalls bei dem Unfall, sie war auf dem Weg zu einem Auftritt für ihre Single Wonderful Dream (Holidays Are Coming) in der Finalsendung der Serie Die Bar auf TV3 – diese Sendung wurde daraufhin abgesagt.
Die spätere Schweizer Nationalrätin Jacqueline Badran und ihr Geschäftspartner Peter Hogenkamp, die ebenfalls an Bord dieser Maschine waren, überlebten den Unfall dank glücklicher Umstände nur leicht verletzt. Sie waren während des Fluges in den hinteren Teil der Maschine gegangen.

## Wetter
Der letzte METAR-Wetterbericht für den Flughafen Zürich vor dem Unfall lautete wie folgt:
METAR 242050 16002KT 3500 –SN FEW006 BKN015 OVC022 00/M00 Q1024 8829//99 TEMPO 5000
Das bedeutet im Klartext: Am 24. Tag des laufenden Monats um 20:50 Uhr Weltzeit (also rund 20 Minuten vor dem Unfall) wehte der Wind aus Richtung 160° bei einer Windstärke von zwei Knoten. Die Sichtweite am Boden betrug etwa 3500 Meter bei schwachem Schneefall. Es gab einige Wolken mit einer Wolkenuntergrenze auf 600 Fuss (ca. 180 m) über dem Erdboden, weiterhin durchbrochene Bewölkung bei 1500 Fuss und bedeckten Himmel bei 2200 Fuss. Die Lufttemperatur lag zum Zeitpunkt der Veröffentlichung bei 0 °C bei einem Taupunkt von 0 °C. Der QNH betrug 1024 hPa. Alle Pisten des Flughafens waren auf mehr als 50 Prozent ihrer Fläche nass oder mit Wasserpfützen bedeckt, zur geschätzten Bremswirkung war keine zuverlässige Angabe möglich. Die Sicht sollte sich zeitweise auf 5000 Meter verbessern, höchstens aber für die Dauer einer Stunde.
Die Wetterbedingungen im Anflugsektor der Landebahn 28 waren tatsächlich schlechter. Die Besatzung eines vorausfliegenden Flugzeugs konnte die Landebahnschwelle erst aus einer Entfernung von rund 2400 Metern sehen (siehe Ablauf unten). Im Unfallgebiet wurden schwache Niederschläge beobachtet – mit Regen vermischter Schneefall. Bei der Befragung von anderen BAe-146-Piloten wurde festgestellt, dass eine Landung unter diesen Sichtbedingungen dennoch möglich gewesen wäre.

## Ablauf

### Vor dem Flug
Vor dem planmässigen Flug nach Zürich wurde das Flugzeug für den Linienflug von Zürich nach Berlin-Tegel eingesetzt. Nach der Landung um 19:25 Uhr UTC, also 20:25 Uhr Ortszeit, erreichte es fünf Minuten später das Gate A11 des Flughafens. Die Passagiere verliessen das Flugzeug und kurz darauf wurde die Reinigung der Maschine eingeleitet. Der «Jumbolino» wurde nicht wiederbetankt, da der verbleibende Resttreibstoff für den Rückflug nach Zürich ausreichend war. Zwischen 19:40 Uhr und 19:45 Uhr bestiegen die Passagiere das Flugzeug. Es kam dabei zu keinen besonderen Vorkommnissen.

### Flug 3597
Um 19:48 Uhr erbat der Kommandant die Freigabe zum Anlassen der Triebwerke und die Freigabe für das Rollen zur Startbahn. Diese wurden gegeben und das Flugzeug wurde, zehn Minuten nach der geplanten Zeit, zum Rollweg geschoben. Kurz darauf rollte die Avro RJ100 zur Startbahn, woraufhin sie um 20:01 Uhr abhob. Der Steigflug wurde eingeleitet, und nach dem Erreichen der Reiseflughöhe verlief der Flug wie zuvor problemlos.
Um 20:40 Uhr wurde der Sinkflug auf eine Flughöhe von FL 240 (etwa 24'000 Fuss) eingeleitet. Die beiden Piloten führten anschliessend das approach briefing (unter anderem die Besprechung des Anflugverfahrens) für einen Instrumentenlandeanflug auf die Landepiste 14 durch. Dabei fiel dem Kopiloten eine zu hohe Geschwindigkeit auf, die er dem Kapitän anschliessend mitteilte. Während des Sinkflugs übergab der Fluglotse die Crossair zur östlichen Anflugkontrolle (Zurich Arrival East Sector). Zu diesem Zeitpunkt wurden die Piloten durch die Fluglotsen kurzfristig darüber informiert, dass sie zur Landung die Landebahn 28 erwarten sollen. Die Maschine wurde in eine Warteschleife über dem Wegpunkt RILAX geleitet, wo die Piloten den Anflug auf die Landebahn 28 über das VOR/DME-Anflugverfahren vorbereiteten. Um 20:57 Uhr erfolgte die Freigabe für das weitere Sinken auf 6000 Fuss QNH. Wenige Sekunden später bekam die Maschine die Anflugerlaubnis für einen VOR/DME-Anflug auf die Landebahn 28, in dieser Zeit befand sich das Flugzeug bereits zwischen 4000 und 5000 Fuss QNH. Die Piloten drehten nach rechts, um den finalen Anflugkurs 275° inbound KLO VOR zu erreichen. Während der Rechtskurve erwähnte der Kommandant, dass er Sicht zum Boden habe.
Um 21:03 Uhr landete eine Embraer 145 auf Piste 28 und übermittelte dem Kontrollturm um 21:04 Uhr: «Just for information, the weather for runway 28 is pretty minimum, so we had runway in sight about 2.2 DME distance away.» (deutsch: «Nur zur Information, das Wetter für Landebahn 28 ist ziemlich [am] Minimum – so konnten wir die Landebahn erst aus ungefähr 2,2 DME Entfernung erkennen.»). 2,2 DME entsprechen in diesem Fall ca. 2400 Meter vor der Pistenschwelle. Die Embraer war die erste Maschine, die an diesem Abend den VOR/DME-Anflug auf den Zürcher Flughafen durchführte. Der verantwortliche Fluglotse leitete diese Wetterinformationen nicht weiter. Da im Cockpit der Crossair-Maschine die Towerfrequenz bereits eingestellt war, wurde die Information von den Piloten jedoch wahrgenommen.
Im Bericht des BFU finden sich leicht unterschiedliche Versionen des Funkspruchs der Besatzung der Embraer. So wird im 2. Absatz auf Seite 19 im Rahmen eines Zitats mit Umgangssprache «NM» erwähnt, während derselbe Funkspruch im ersten Absatz auf Seite 137 und in der Cockpitaufzeichnung von 21:04:31 auf Seite 155 ohne die umgangssprachlichen Elemente und mit «DME» wiedergegeben wird. Da im letzten Absatz auf Seite 119 bei der Betrachtung der Beziehung zwischen Flugbesatzung und Verfahren auf eine Distanz von «2.2 NM zum VOR/DME» – was einer Anzeige von 2,2 auf dem DME entspricht – hingewiesen wird, wird hier von dieser Variante ausgegangen. Die Videodokumentation aus der Reihe Mayday – Alarm im Cockpit zeigt eine zusätzliche Fassung dieses Funkspruchs bei 27:18: «Just for your information, Visibility approaching 28 was borderline. We could only see the runway from 1.3 miles out.» Die Quelle für diese Fassung bleibt unklar. Die genannte Entfernung entspricht etwa 2 Kilometer.
Um 21:04 Uhr verliess der Crossair-Flug 3597 die Flughöhe von 4000 Fuss QNH, die Geschwindigkeit betrug 160 Knoten. Um 21:05 Uhr meldete sich die Maschine beim Kontrollturm für die Freigabe zur Landung an. Zu diesem Zeitpunkt befand sich das Flugzeug auf 3240 Fuss QNH. Die Besatzung beendete die Checkliste für den Endanflug («final check») als Vorbereitung für die Landung.
Um 21:05:55 Uhr erwähnte der Kommandant, dass er eine «gewisse Sicht über den Boden» habe, während die Maschine die Mindestsinkflughöhe von 2390 Fuss QNH passierte. Der Sinkflug wurde unverändert fortgesetzt; um 21:06:22 Uhr ertönte das Ground Proximity Warning System (GPWS), dass 500 Fuss über Grund erreicht seien. Wenige Sekunden später sagte der Kommandant fälschlicherweise, dass sie 2000 Fuss (laut QNH 1024) erreicht hätten. Gleich danach ertönte die vom GPWS erzeugte Meldung «MINIMUMS», die für diesen Anflug bedeutet, dass der vom Radarhöhenmesser gemessene Abstand zum Boden noch 300 Fuss (rund 91 m) betrug.
Um 21:06:32 Uhr erteilte der Tower die Landefreigabe für Runway 28. Während der Funkmeldung äusserte der Kommandant: «Go around machen?» – kurz darauf befahl er einen Go-Around (Durchstarten), woraufhin der Autopilot abgeschaltet wurde. Die Aufzeichnungen registrierten noch das Erhöhen des Schubs, eine Sekunde später erkannte der Recorder die Zeichen eines Aufpralles. Kurze Zeit später brachen die Aufzeichnungen ab.
Als der Platzleiter die Landefreigabe erteilte, war die Crossair 3597 noch auf den Bildschirmen. Da er auf die Landefreigabe keine Antwort bekam, ging der Fluglotse davon aus, dass die Piloten beschäftigt waren und deshalb nicht sofort antworten konnten. Er war nach der Funkübermittlung mit einigen anderen Aufgaben beschäftigt, bevor er sich wieder der Crossair zuwenden konnte. Er stellte fest, dass die Maschine nicht mehr auf den Bildschirmen zu sehen war, und suchte zusammen mit dem Bodenverkehrsleiter nach dem Verbleib des Flugzeuges.

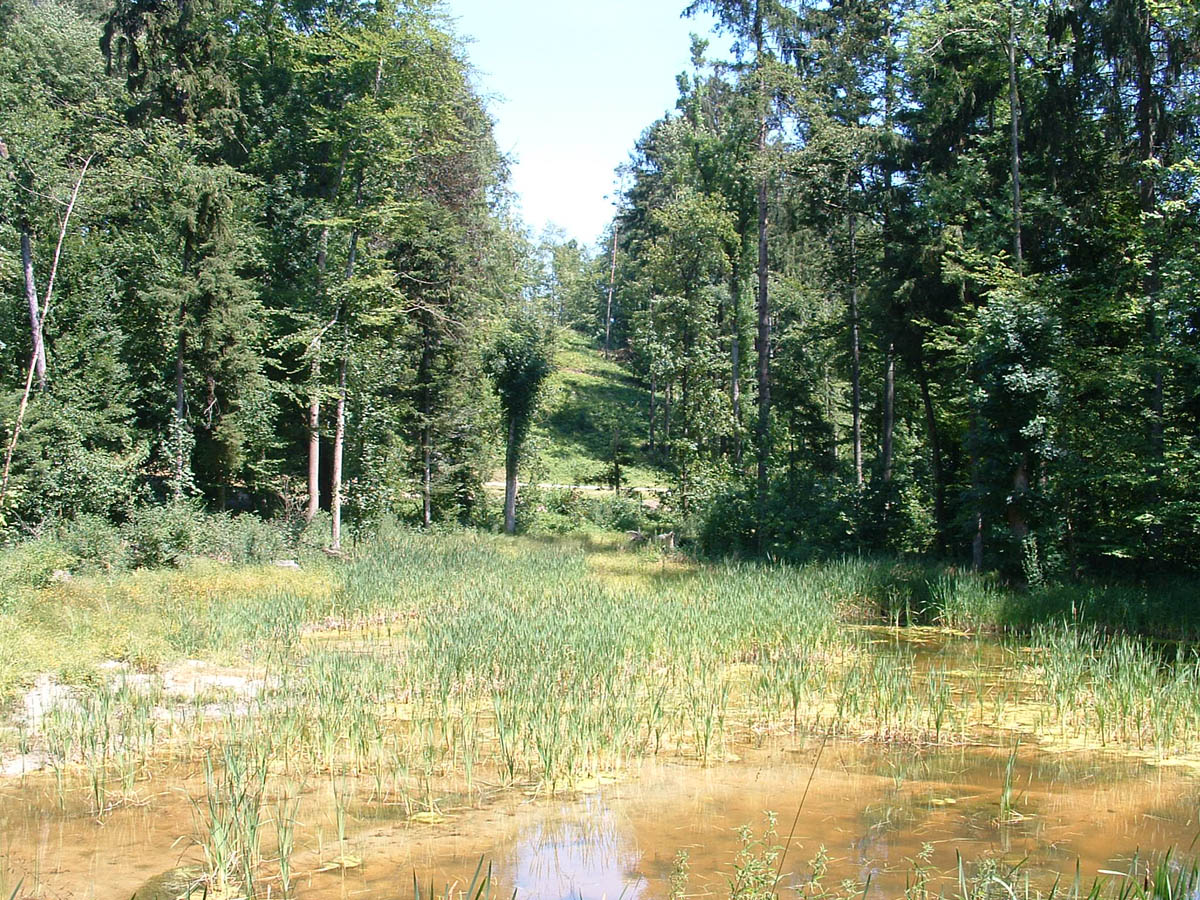
Die Unfallstelle im Juni 2003

### Unfallvorgang
Vor der ersten Berührung mit dem Grund hatte die Maschine eine Geschwindigkeit von 118 Knoten über Grund und einen Steuerkurs von 274°. Die Querneigung des Flugzeuges betrug annähernd null Grad. Durch die Einleitung des Durchstartverfahrens veränderte sich die Längsneigung von −2° auf +5°. Das Fahrwerk und die Landeklappen waren zu diesem Zeitpunkt ausgefahren. Die Behörden gehen davon aus, dass bereits vor dem Aufschlag auf den Boden nach der ersten Baumberührung Kerosin austrat. Das Flugzeug streifte weitere Bäume und prallte nach etwa 200 Metern auf dem Boden auf. Laut Aussagen von Passagieren brach die rechte Tragfläche ab und das Flugzeug geriet in Flammen, woraufhin ein Feuerball durch die Kabine geschossen sei. Der Aufprall und das folgende intensive Feuer zerstörten Cockpit, Rumpfvorder- und -mittelteil und einen grossen Teil der Tragflächen des Flugzeuges. Nur das abgerissene Rumpfhinterteil blieb weitgehend intakt. Es entstand erheblicher Waldschaden, die Stelle wurde mittlerweile renaturiert.

### Rettungs- und Bergungsmassnahmen nach dem Unfall
| Verletzungen | Besatzung | Passagiere |
| ------------ | --------- | ---------- |
| tödlich      | 3         | 21         |
| schwer       | 1         | 4          |
| leicht/keine | 1         | 3          |

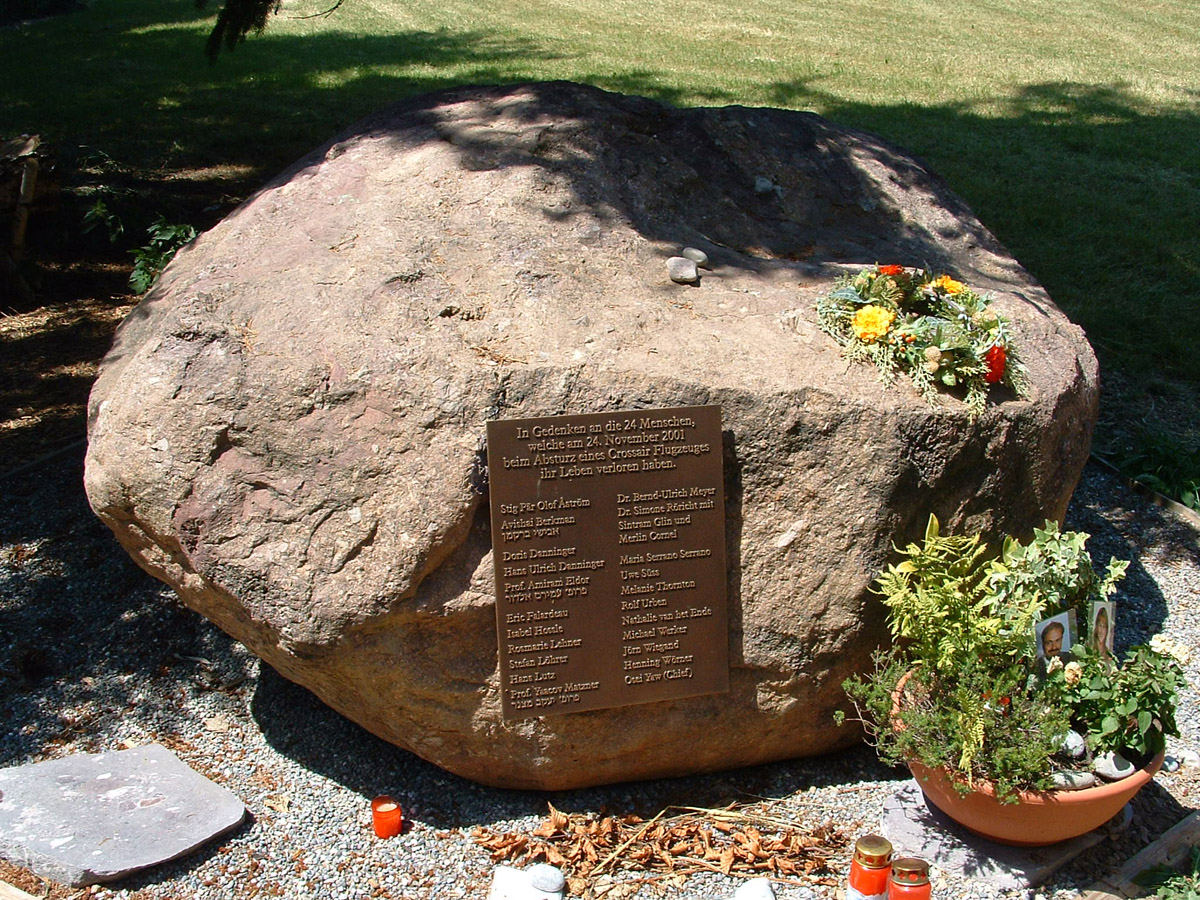
Gedenkstein bei Bassersdorf für die 24 tödlich Verunglückten. In der alphabetischen Liste drei Namen mit hebräischer Transkription.

Knapp vier Minuten nach der Landeerlaubnis, nachdem das Flugzeug am Bildschirm des Radar abging, löste der Verkehrsplatzleiter um 21:10 Uhr (UTC, also 22:10 Uhr Ortszeit, bei Nacht) die höchste Alarmstufe aus. Ein erster Polizist traf um 21:16 Uhr am Unfallort ein, nachdem ein Zeuge das Geschehen wahrgenommen hatte und ihn einwies. Wenige Minuten später fuhr eine Polizeipatrouille in die Nähe des Unfallortes. Einige Überlebende liefen danach, vom Blaulicht geleitet, zu den Polizeiwagen. Kurz darauf trafen um 21:22 Uhr die ersten Fahrzeuge der Berufsfeuerwehr des Flughafens Zürichs und fast gleichzeitig medizinische Rettungsdienste ein; die Versorgung der Verletzten wurde nun aufgenommen. Da ein Feuer ausbrach, wurden weitere Einheiten der Feuerwehr Nürensdorf, Bassersdorf und Kloten angefordert. Der Brand konnte um 21:39 Uhr gelöscht werden. Die Kantonspolizei leitete eine grossangelegte Suchaktion ein; es konnten jedoch keine weiteren Überlebenden gefunden werden.

## Ursache für den Unfall
Hauptursache für den Unfall der Maschine war das Unterschreiten der Mindestsinkflughöhe beim Landeanflug durch die Piloten, ohne dabei in Sichtkontakt mit der Anflugbefeuerung oder der Landebahn selbst zu sein. Die beiden Piloten reagierten nicht sofort auf die zwei Warnungen der Maschine, sondern verhielten sich abwartend, während sie den Sinkflug fortsetzten. Dadurch kam es zu einem klassischen CFIT (Controlled flight into terrain). Das Büro für Flugunfalluntersuchungen kritisierte des Weiteren die Lotsin im Tower, da sie nach der Landeerlaubnis die Maschine für kurze Zeit nicht überwachte und daher nicht weiter nach der Bestätigung der Landeerlaubnis fragte. Der Unfall hätte möglicherweise verhindert werden können, wenn der Kommandant das Durchstart-Verfahren nach der ersten oder spätestens unmittelbar nach der zweiten Warnung eingeleitet hätte; der viel jüngere Kopilot führte trotz der Warnanzeigen keine Massnahmen durch, um früher das Durchstarten auszuführen, sondern hielt sich ausschliesslich an den Kommandanten. Laut des Abschlussberichts des Unfalls waren die Überlebensmöglichkeiten gering, da die Passagiere von der Notsituation überrascht wurden und keine Notlandung angekündigt war.
Der Abschlussbericht stellt auch fest, dass das Konzentrations- und Entscheidungsvermögen des Kommandanten sowie seine Fähigkeit zur Analyse komplexer Vorgänge aufgrund von Übermüdung beeinträchtigt waren, da er am Flugtag die vorgeschriebene Ruhezeit leicht unterschritten  und an den vorherigen Tagen die maximalen Einsatzzeiten deutlich überschritten hatte.
Die Anflugkarte, die von den Piloten benutzt wurde, war eine im November des Jahres 2000 gedruckte Version. Auf dieser Karte wurden keine Hindernisse vor der Piste 28 angezeigt. Im Luftfahrthandbuch der Schweiz sind jedoch zwei Hügel erwähnt. Mit dem nördlichen Hügel kollidierte die Maschine. Wären die beiden Hindernisse auf der Anflugkarte verzeichnet gewesen, hätte der Unfall möglicherweise verhindert werden können.
Zum Zeitpunkt des Unfalls waren nur ein Approach-(Anflug-)Controller und zwei Fluglotsen für den Tower zuständig. Gemäss dem Sektorbelegungsplan der schweizerischen Flugsicherung Skyguide sind jeweils vier Controller im Anflugsektor und im Towersektor vorgeschrieben. Der zuständige Dienstleiter verliess um 21:03 Uhr seinen Arbeitsplatz und machte sich wenige Minuten später auf seinen Heimweg. Er übergab die Dienstleiterfunktion einem Bodenverkehrsleiter, der nicht die nötige Ausbildung hatte, um diese Funktionen auszuüben. Der bisherige Dienstleiter sollte laut Belegungsplan bis 22 Uhr anwesend sein. Diese Vorschrift wurde nicht erfüllt.

## Rechtliche Folgen
Der damalige CEO André Dosé, der Crossair-Gründer Moritz Suter und vier weitere Mitarbeiter mussten sich ab dem 5. Mai 2008 wegen «fahrlässiger Tötung in 24 Fällen und fahrlässiger Körperverletzung in neun Fällen» vor dem Bundesstrafgericht in Bellinzona verantworten. Der Anklagepunkt der Körperverletzung entfiel jedoch, da der Bundesstaatsanwalt Carlo Bulletti eine Liste der Verletzten nicht fristgemäss einreichen konnte.
Suter wurde vorgeworfen, dass er durch eine diktatorische Hierarchie keinerlei Kritik zuliess. Diese Unternehmenspolitik führte dazu, dass die Mitarbeiter bewusst Vorschriften missachteten. So lud Suter neu eingestellte Kopiloten zum Essen ein, wo er ihnen erklärte, dass gute Piloten die Mindestanflughöhe bei schlechtem Wetter unterschreiten würden, um noch landen zu können. Ein weiterer Kritikpunkt des Gerichts ist die damalige Expansionspolitik, die der Flugsicherheit übergeordnet war. So wurden wartungsbedürftige Flugzeuge weiterhin im Flugbetrieb eingesetzt und Mitarbeiter wegen des Personalmangels dazu genötigt, länger zu fliegen, als die Vorschriften erlaubten. Taten sie das nicht, wurde ihnen mit der Kündigung gedroht.
Dem CEO Dosé wurde vorgeworfen, trotz bekannter Probleme im Unternehmen nichts unternommen zu haben. So sei der Pilot des Bassersdorfer Unfalls schon mehrmals zuvor negativ aufgefallen und trotzdem nicht vom aktiven Flugdienst suspendiert worden. Zudem wurden Sicherheitsempfehlungen der Behörden nach dem Absturz der Saab 340 in Nassenwil im Jahr 2000 (Crossair-Flug 498) unternehmensintern nicht umgesetzt.
Die Gerichtsverhandlung dauerte zwei Wochen, und die Urteilseröffnung fand am 16. Mai 2008 statt. 25 Zeugen wurden vom Gericht vorgeladen, unter anderem ehemalige Angestellte der Crossair, Sachverständige sowie der Ex-BAZL-Chef André Auer.
Das Bundesstrafgericht gelangte am 16. Mai 2008 für alle Angeklagten zu einem Freispruch, da dem Gericht für viele der Vorwürfe keine ausreichenden Beweise vorlagen. Auch befand das Gericht, dass es keinen ursächlichen Zusammenhang mit dem Unfall im Vorwurf der «aggressiven Expansionspolitik» Suters gab. Als Prozessentschädigung erhielten die Angeklagten insgesamt 851'000 Schweizer Franken (davon 836'000 CHF Verteidigungskosten).
Die Verhandlungen über den Schadensersatz für die Opfer und Hinterbliebenen konnten durch Swiss, die Nachfolgegesellschaft der Crossair, am 11. Mai 2008 abgeschlossen werden.

## Nachweise aus dem Untersuchungsbericht
Die folgenden Nachweise sind im Schlussbericht Nr. 1793 des Büros für Flugunfalluntersuchungen vom Februar 2003 enthalten.
1. ↑  1.6 Angaben zum Luftfahrzeug. S. 34, abgerufen am 19. September 2021.
2. 1 2  1.5.1 Kommandant. S. 21–28, abgerufen am 19. September 2021.
3. ↑  1.5.1.4.2 Unbeabsichtigtes Einfahren des Fahrwerks am Boden. S. 26, abgerufen am 19. September 2021: „Das Flugzeug schlug auf dem Boden auf und erlitt Totalschaden.“
4. ↑  1.5.1.5 Arbeits- und Führungsverhalten. S. 28, abgerufen am 19. September 2021: „Ebenso ist belegt, dass er vor allem auf dem letzten Flugabschnitt eines Einsatztages Wert darauf legte, pünktlich landen zu können.“
5. ↑  1.5.2 Copilot. S. 29–31, abgerufen am 19. September 2021.
6. 1 2  4.1.5.1 Sicherheitsdefizit. S. 137, abgerufen am 19. September 2021 (Unterpunkt von «4.1.5 System der Wetterbeobachtung»): „Just for information, the weather for runway 28 is pretty minimum, so we had runway in sight about 2.2 DME distance away.“
7. ↑  1.1.2.2 Der Flug von Berlin-Tegel nach Zürich. S. 16–20, abgerufen am 19. September 2021 (Zitat auf Seite 19): „Ja, just for information, ähm…, the weather at… for runway 28 ist äh…
pretty minimum; so we had runway in sight about 2.2 NM distance away.“
8. ↑  Anhang 1: Zeitliche Abfolge wesentlicher Ereignisse. S. 153–157, abgerufen am 19. September 2021 (Zitat auf Seite 155): „Just for your information: the weather for runway 28 is pretty minimum. So we had the runway in sight about 2.2 DME“
9. ↑  1.1.2 Flugverlauf. S. 16–20, abgerufen am 19. September 2021.
10. ↑  1.12 Angaben über den Aufprall, das Wrack und die Unfallstelle. S. 73, abgerufen am 19. September 2021.
11. ↑  1.15.3 Alarmierung und Rettung. S. 76, abgerufen am 19. September 2021.
12. ↑  Schlussbericht Nr. 1793 des Büros für Flugunfalluntersuchungen. (PDF; 3,1 MB) 3.2 Ursachen. Büro für Flugunfalluntersuchungen, 24. November 2001, S. 130–131, abgerufen am 19. September 2021.
13. ↑  2.2.2.3 Medizinische Aspekte. S. 112, abgerufen am 19. September 2021 (Unterpunkt von «2 Analyse»).
14. ↑  1.9.1.2 Personaleinsatz in der Anflugleitstelle. S. 67, abgerufen am 19. September 2021: „Gemäss Sektorbelegungsplan […] hätten […] in der Anflugleitstelle noch 4 Arbeitspositionen besetzt sein müssen. Tatsächlich war eine Arbeitsposition besetzt.“
15. ↑  1.9.1.3 Personaleinsatz in der Platzverkehrsleitstelle. S. 67, abgerufen am 19. September 2021: „Gemäss Sektorbelegungsplan […] hätten […] in der Platzverkehrsleitstelle noch 4 Arbeitspositionen besetzt sein müssen. Tatsächlich waren 2 Arbeitspositionen besetzt. Die Dienstleiterposition war gemäss Sektorbelegungsplan bis 22:00 UTC ausgewiesen.“